# Кубанский (Усть-Лабинский район)
Куба́нский — хутор в Усть-Лабинском районе Краснодарского края России. Входит в состав Некрасовского сельского поселения.

## География
Хутор расположен на левом берегу Кубани, в 1 км восточнее впадения в неё левого притока Малый Зеленчук, в 6 км к северу от центра сельского поселения — станицы Некрасовской.

## Население
| 2002 | 2010 |
| ---- | ---- |
| 191  | ↘147 |

## Улицы
Единственная улица хутора носит название Кубанская.